# Generador electrostático

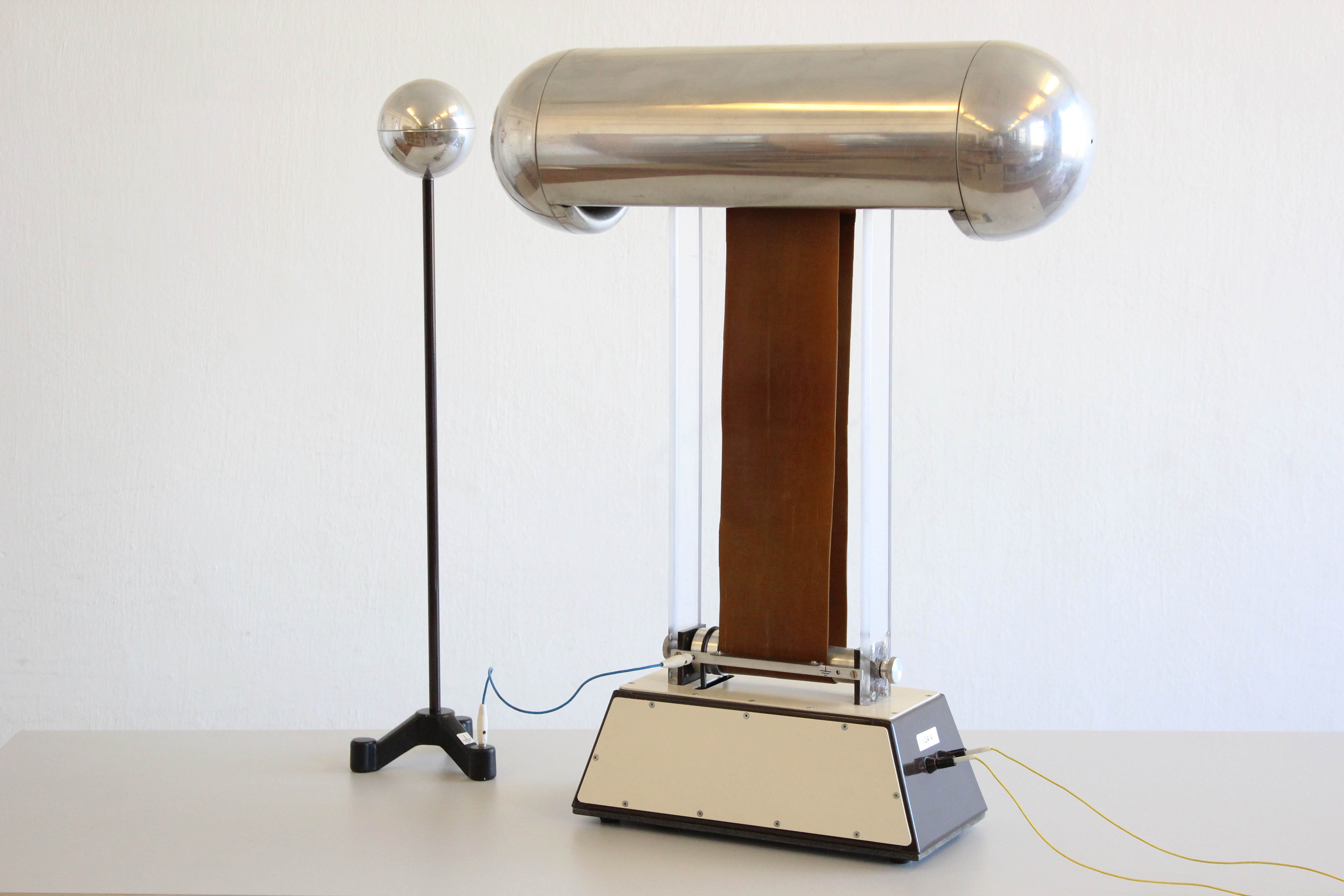
Un generador Van de Graaff, para demostraciones de aula

Un generador electrostático, o máquina electrostática, es un generador eléctrico que produce electricidad estática, o electricidad a alta tensión y corriente continua baja. El conocimiento de la electricidad estática se remonta a las primeras civilizaciones, pero durante miles de años se mantuvo meramente como un fenómeno interesante y desconcertante, sin una teoría que explicase su comportamiento, y a menudo confundido con el magnetismo. A finales del siglo XVII , los investigadores habían desarrollado medios prácticos para generar  electricidad por fricción, pero el desarrollo de máquinas electrostáticas no comenzó en serio hasta el siglo XVIII, cuando se convirtieron en instrumentos fundamentales en los estudios sobre la nueva ciencia de la electricidad. 
Los generadores electrostáticos funcionan utilizando la fuerza manual (u otra) para transformar el trabajo mecánico en energía eléctrica, o utilizando corrientes eléctricas. Los generadores electrostáticos manuales desarrollan cargas electrostáticas de signos opuestos aplicadas a dos conductores, utilizando únicamente fuerzas eléctricas y funcionan utilizando placas, tambores o correas móviles aplicadas a dos conductores. 

## Descripción
Las máquinas electrostáticas suelen utilizarse en las aulas de ciencias para demostrar de forma segura las fuerzas eléctricas y los fenómenos de alta tensión. Las elevadas diferencias de potencial que se consiguen también se han utilizado para diversas aplicaciones prácticas, como el funcionamiento de tubos de rayos X, aceleradores de partículas, espectroscopia, aplicaciones médicas, esterilización de alimentos y experimentos de física nuclear. Los generadores electrostáticos, como el generador de Van de Graaff, y variaciones como el Pelletron, también se utilizan en la investigación física.
Los generadores electrostáticos pueden dividirse en categorías en función de cómo se genera la carga:
- Las máquinas de fricción utilizan el efecto triboeléctrico (electricidad generada por contacto o fricción)
- Las máquinas de influencia utilizan la inducción electrostática
- Otros

### Máquinas de fricción

#### Historia

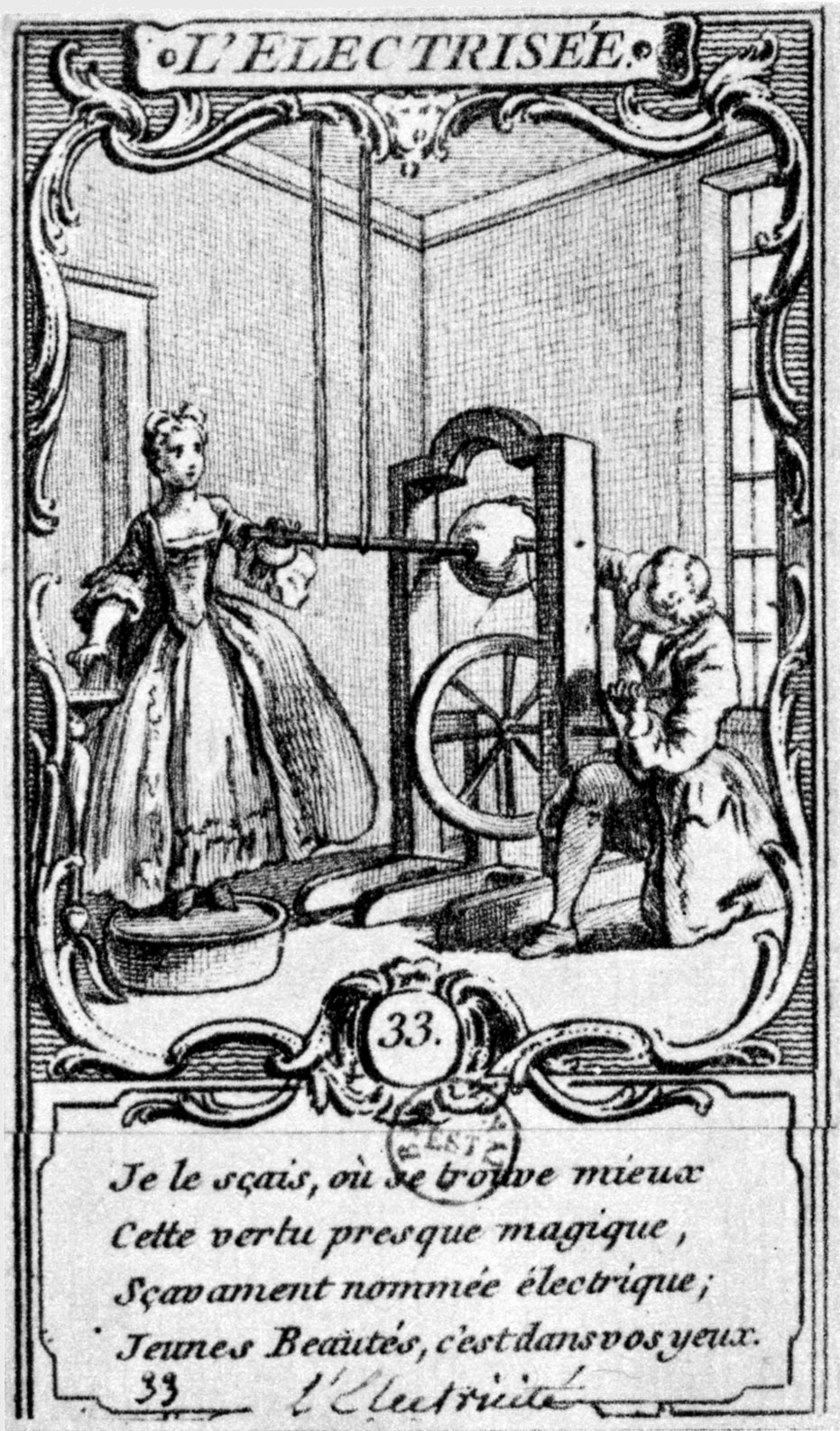
Típica máquina de fricción que utiliza un globo de cristal, habitual en el siglo XVIII

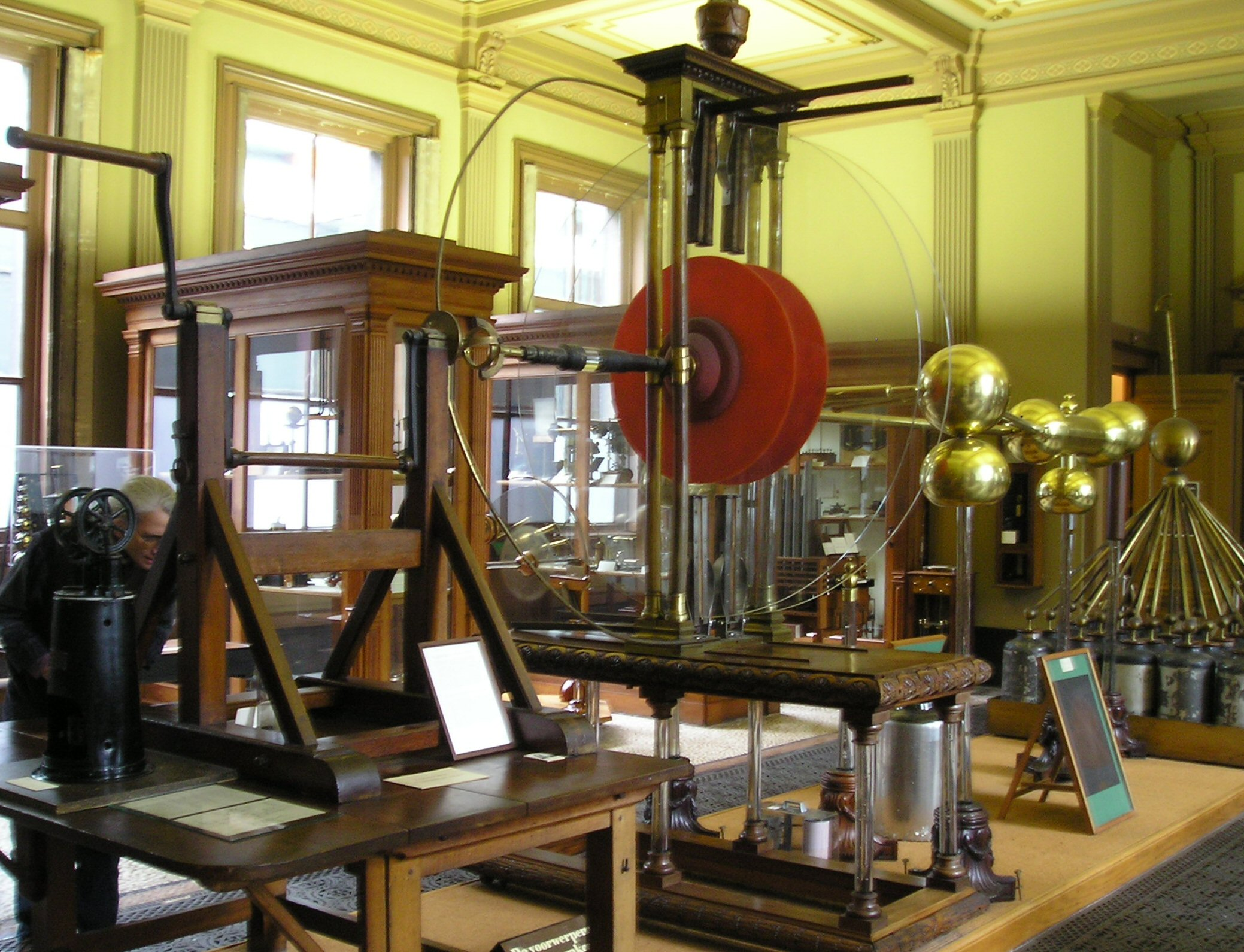
Generador electrostático de Martinus van Marum en el Museo Teylers

Los primeros generadores electrostáticos se denominan máquinas de fricción debido al rozamiento en el proceso de generación. Una forma primitiva de máquina de fricción fue inventada hacia 1663 por Otto von Guericke, utilizando un globo de azufre que podía girarse y frotarse con la mano. Es posible que en realidad no se hiciera girar durante su uso y no estaba destinado a producir electricidad, pero inspiró muchas máquinas posteriores que utilizaban globos giratorios. Isaac Newton sugirió el uso de un globo de cristal en lugar de uno de azufre. Hacia 1706, Francis Hauksbee mejoró el diseño básico con su máquina eléctrica de fricción que permitía hacer girar rápidamente una esfera de cristal contra un paño de lana.
Los generadores avanzaron aún más cuando, hacia 1730, el profesor Georg Matthias Bose de Wittenberg añadió un conductor colector (un tubo o cilindro aislado sostenido por cuerdas de seda). Bose fue el primero en emplear el "conductor primario" en este tipo de máquinas, que consistía en una barra de hierro sostenida en la mano de una persona cuyo cuerpo estaba aislado por estar de pie sobre un bloque de resina.
En 1746, la máquina de William Watson tenía una gran rueda que hacía girar varios globos de cristal, con una espada y un cañón de pistola suspendidos de cuerdas de seda como conductores principales. Johann Heinrich Winckler, profesor de física en Leipzig, sustituyó la mano por un cojín de cuero. En 1746, Jan Ingenhousz inventó las máquinas eléctricas de vidrio. Los experimentos con la máquina eléctrica se vieron favorecidos en gran medida por el descubrimiento de la botella de Leyden. Esta forma primitiva de condensador, con revestimientos conductores a ambos lados del vidrio, puede acumular una carga de electricidad cuando se conecta a una fuente de fuerza electromotriz.
La máquina eléctrica fue pronto mejorada por Andrew (Andreas) Gordon, escocés y profesor en Erfurt, que sustituyó el globo de cristal por un cilindro de vidrio; y por Giessing de Leipzig, que añadió una "goma" consistente en un cojín de material de lana. El colector, consistente en una serie de puntas metálicas, fue añadido a la máquina por Benjamin Wilson hacia 1746, y en 1762, John Canton de Inglaterra (también el inventor del primer electroscopio de bola de médula) mejoró la eficacia de las máquinas eléctricas espolvoreando una amalgama de estaño sobre la superficie de la goma. En 1768, Jesse Ramsden construyó una versión muy utilizada de un generador eléctrico de placas.
En 1783, el científico holandés Martin van Marum de Haarlem diseñó una gran máquina electrostática de gran calidad con discos de vidrio de 1,65 metros de diámetro para sus experimentos. Capaz de producir voltaje con cualquier polaridad, fue construida bajo su supervisión por John Cuthbertson de Ámsterdam al año siguiente. El generador se expone actualmente en el museo Teylers de Haarlem.
En 1785, N. Rouland construyó una máquina con cinturón de seda que frotaba dos tubos conectados a tierra y recubiertos de piel de liebre. En 1787, Edward Nairne desarrolló un generador electrostático con fines médicos que podía generar electricidad positiva o negativa, la primera de las cuales se recogía del conductor primario que llevaba los puntos de recogida y la segunda de otro conductor primario que llevaba la almohadilla de fricción. 
En la década de 1830, Georg Ohm poseía una máquina similar a la de Van Marum para sus investigaciones (que ahora se encuentra en el Deutsches Museum, Múnich, Alemania). En 1840, se desarrolló la máquina de Woodward mejorando la máquina de Ramsden de 1768, colocando el conductor primario por encima del disco o discos. También en 1840 se desarrolló la máquina hidroeléctrica de Armstrong, que utilizaba vapor como portador de carga.

#### Funcionamiento por fricción
La presencia de un desequilibrio en la carga superficial significa que los objetos presentarán fuerzas de atracción o repulsión. Este desequilibrio de cargas superficiales, que da lugar a la electricidad estática, puede generarse tocando dos superficies diferentes y separándolas después debido al fenómeno del efecto triboeléctrico. El roce de dos objetos no conductores puede generar una gran cantidad de electricidad estática. Esto no es el resultado de la fricción; dos superficies no conductoras pueden cargarse con sólo colocarse una encima de la otra. Como la mayoría de las superficies tienen una textura rugosa, se tarda más en conseguir la carga por contacto que por frotamiento. Al frotar los objetos se incrementa la cantidad de contacto adhesivo entre las dos superficies. Normalmente, los aislantes, es decir, las sustancias que no conducen la electricidad, son buenos tanto para generar como para mantener una carga superficial. Algunos ejemplos de estas sustancias son el caucho, el plástico, el vidrio y la médula. Los objetos conductores en contacto también generan un desequilibrio de cargas, pero sólo las retienen si están aislados. La carga que se transfiere durante la electrificación por contacto se almacena en la superficie de cada objeto. Obsérvese que la presencia de corriente eléctrica no resta valor a las fuerzas electrostáticas ni a la formación de chispas, a la descarga de corona o a otros fenómenos. Ambos fenómenos pueden existir simultáneamente en el mismo sistema. 

### Máquinas de influencia

##### Historia
Con el tiempo, las máquinas de fricción fueron sustituidas gradualmente por la segunda clase de instrumentos mencionados anteriormente, a saber, las máquinas de influencia. Estas máquinas funcionan por inducción electrostática y convierten el trabajo mecánico en energía electrostática mediante una pequeña carga inicial que se repone y refuerza continuamente. La primera sugerencia de una máquina de influencia parece haber surgido de la invención del electróforo de Volta. El electroforo es un condensador de una sola placa utilizado para producir desequilibrios de carga eléctrica mediante el proceso de inducción electrostática.
El siguiente paso fue cuando Abraham Bennet, el inventor del electroscopio de láminas de oro, describió un "duplicador de electricidad" (Phil. Trans., 1787), como un dispositivo similar al electróforo, pero que podía amplificar una pequeña carga mediante repetidas operaciones manuales con tres placas aisladas, para hacerla observable en un electroscopio. En 1788, William Nicholson propuso su duplicador giratorio, que puede considerarse como la primera máquina de influencia giratoria. Su instrumento fue descrito como "un instrumento que haciendo girar un torno produce los dos estados de la electricidad sin fricción ni comunicación con la tierra". (Phil. Trans., 1788, p. 403) Nicholson describió más tarde un aparato "condensador giratorio", como un instrumento mejor para las mediciones.
Erasmus Darwin, W. Wilson, G. C. Bohnenberger y (más tarde, en 1841) J. C. E. Péclet desarrollaron diversas modificaciones del dispositivo de Bennet de 1787. Francis Ronalds automatizó el proceso de generación en 1816 adaptando un péndulo como una de las placas, accionado por un mecanismo de relojería o una máquina de vapor - creó el dispositivo para alimentar su telégrafo eléctrico.
Otros, como T. Cavallo (que desarrolló en 1795 el "multiplicador de Cavallo", un multiplicador de carga por simple adición), John Read, Charles Bernard Desormes y Jean Nicolas Pierre Hachette, desarrollaron otras formas de duplicadores giratorios. En 1798, el científico y predicador alemán Gottlieb Christoph Bohnenberger describió en un libro la máquina de Bohnenberger, junto con varios otros duplicadores de los tipos Bennet y Nicholson. Los más interesantes fueron descritos en los "Annalen der Physik" (1801). Giuseppe Belli, en 1831, desarrolló un simple doblador simétrico que consistía en dos placas metálicas curvadas entre las que giraba un par de placas transportadas sobre un vástago aislante. Fue la primera máquina de influencia simétrica, con estructuras idénticas para ambos terminales. Este aparato fue reinventado varias veces, por C. F. Varley, que patentó una versión de alta potencia en 1860, por Lord Kelvin (el "reponedor") 1868, y por A. D. Moore (el "dirod"), más recientemente. Lord Kelvin también ideó una máquina combinada de influencia y electromagnética, comúnmente llamada molino de ratón, para electrificar la tinta en conexión con su registrador de sifón, y un generador electrostático de gotas de agua (1867), que denominó "condensador de gotas de agua".

#### Máquina de Holtz

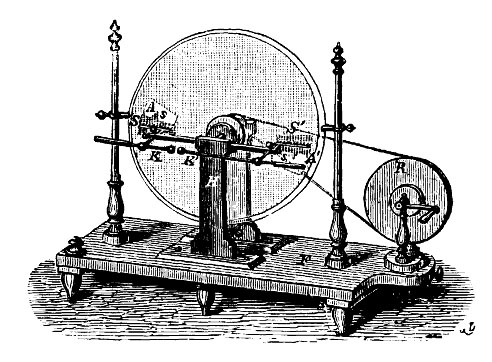
La máquina de influencia de Holtz

Entre 1864 y 1880, W. T. B. Holtz construyó y describió un gran número de máquinas de influencia que se consideraron los desarrollos más avanzados de la época. En una de sus formas, la máquina de Holtz consistía en un disco de vidrio montado sobre un eje horizontal que podía hacerse girar a una velocidad considerable mediante un engranaje multiplicador, interactuando con placas de inducción montadas en un disco fijo próximo a él. En 1865, August J. I. Toepler desarrolló una máquina de influencia que consistía en dos discos fijados en el mismo eje y que giraban en el mismo sentido. En 1868, la máquina de Schwedoff tenía una curiosa estructura para aumentar la corriente de salida. También en 1868, se desarrollaron varias máquinas mixtas de fricción-influencia, como la máquina de Kundt y la máquina de Carré. En 1866, se desarrolló la máquina Piche (o máquina Bertsch). En 1869, H. Julius Smith recibió la patente estadounidense de un dispositivo portátil y hermético diseñado para encender la pólvora. También en 1869, Poggendorff investigó las máquinas sin sector en Alemania.
F. Rossetti, A. Righi y Friedrich Kohlrausch investigaron más a fondo la acción y la eficacia de las máquinas de influencia. E. E. N. Mascart, A. Roiti y E. Bouchotte también examinaron la eficacia y la capacidad de producción de corriente de las máquinas de influencia. En 1871, Musaeus investigó las máquinas sin sectores. En 1872, se desarrolló el electrómetro de Righi, uno de los primeros antecedentes del generador de Van de Graaff. En 1873, Leyser desarrolló la máquina de Leyser, una variación de la máquina de Holtz. En 1880, Robert Voss (un fabricante de instrumentos berlinés) ideó una forma de máquina en la que, según él, se combinaban los principios de Toepler y Holtz. La misma estructura pasó a denominarse también máquina de Toepler-Holtz.

#### Máquina de Wimshurst

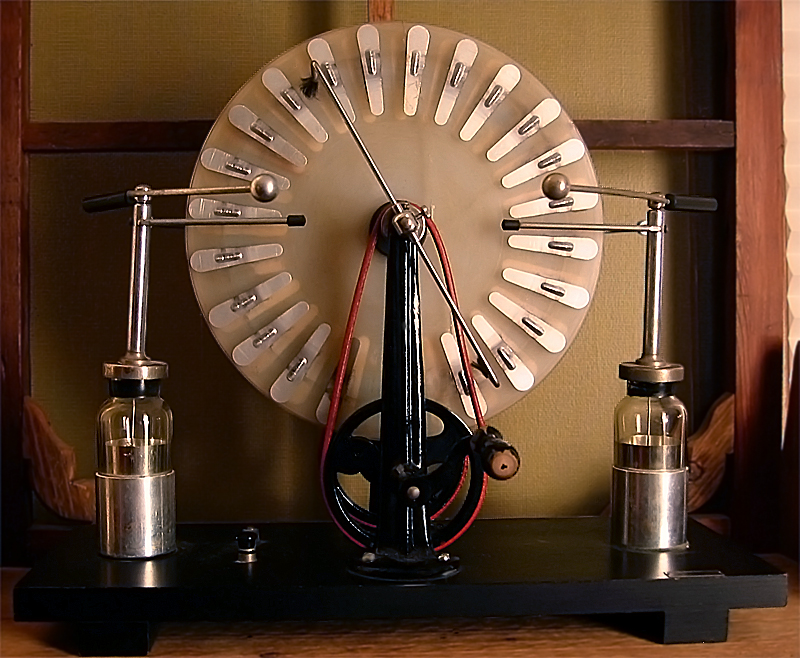
Una pequeña máquina de Wimshurst

En 1878, el inventor británico James Wimshurst comenzó sus estudios sobre los generadores electrostáticos, mejorando la máquina de Holtz, en una potente versión con múltiples discos. La máquina clásica de Wimshurst, que se convirtió en la forma más popular de máquina de influencia, se dio a conocer a la comunidad científica en 1883, aunque máquinas anteriores con estructuras muy similares habían sido descritas previamente por Holtz y Musaeus. En 1885 se construyó en Inglaterra una de las máquinas de Wimshurst más grandes de la historia (actualmente se encuentra en el Museo de Ciencia e Industria de Chicago). La máquina de Wimshurst es una máquina considerablemente simple; funciona, como todas las máquinas de influencia, con inducción electrostática de cargas, lo que significa que utiliza incluso la más mínima carga existente para crear y acumular más cargas, y repite este proceso durante todo el tiempo que la máquina está en acción. Las máquinas Wimshurst se componen de: dos discos aislados unidos a poleas de rotación opuesta, los discos tienen pequeñas placas conductoras (generalmente metálicas) en sus caras orientadas hacia el exterior; dos cepillos de doble punta que sirven como estabilizadores de la carga y son también el lugar donde se produce la inducción, creando las nuevas cargas a recoger; dos pares de peines colectores, que son, como su nombre indica, los colectores de la carga eléctrica producida por la máquina; dos botellas de Leyden, los condensadores de la máquina; un par de electrodos, para la transferencia de cargas una vez que han sido suficientemente acumuladas. La estructura y los componentes simples de la Máquina de Wimshurst la convierten en una elección común para un experimento o demostración electrostática casera, estas características fueron factores que contribuyeron a su popularidad, como se mencionó anteriormente.
En 1887, Weinhold modificó la máquina de Leyser con un sistema de inductores de barras metálicas verticales con cilindros de madera cerca del disco para evitar las inversiones de polaridad. M. L. Lebiez describió la máquina Lebiez, que era esencialmente una máquina Voss simplificada (L'Électricien, abril de 1895, pp. 225-227). En 1893, Louis Bonetti patentó una máquina con la estructura de la máquina de Wimshurst, pero sin sectores metálicos en los discos. Esta máquina es bastante más potente que la versión sectorizada, pero normalmente debe arrancarse con una carga aplicada externamente.

#### Máquina de Pidgeon
En 1898, W. R. Pidgeon desarrolló la máquina de Pidgeon con un montaje único. El 28 de octubre de ese año, Pidgeon presentó esta máquina a la Sociedad de Física tras varios años de investigación sobre máquinas de influencia (iniciada a principios de la década). Más tarde, el dispositivo se publicó en la revista Philosophical Magazine (diciembre de 1898, pág. 564) y en la revista Electrical Review (Vol. XLV, pág. 748). Una máquina Pidgeon posee inductores electrostáticos fijos dispuestos de manera que aumenta el efecto de inducción electrostática (y su rendimiento eléctrico es al menos el doble que el de las máquinas típicas de este tipo [excepto cuando se sobrecarga]). Las características esenciales de la máquina Pidgeon son, por un lado, la combinación del soporte giratorio y el soporte fijo para inducir la carga y, por otro, la mejora del aislamiento de todas las partes de la máquina (pero más especialmente de los portadores del generador). Las máquinas Pidgeon son una combinación de una máquina Wimshurst y una máquina Voss, con características especiales adaptadas para reducir la cantidad de fugas de carga. Las máquinas Pidgeon se excitan más fácilmente que las mejores de estos tipos de máquinas. Además, Pidgeon investigó máquinas de sección "triplex" (o "máquinas dobles con un solo disco central") de corriente superior con sectores cerrados (y llegó a recibir la patente británica 22517 (1899) para este tipo de máquina).
Las máquinas de discos múltiples y las máquinas electrostáticas "triplex" (generadores con tres discos) también se desarrollaron mucho a principios del siglo XX. En 1900, F. Tudsbury descubrió que encerrando un generador en una cámara metálica que contenía aire comprimido, o mejor, dióxido de carbono, las propiedades aislantes de los gases comprimidos permitían obtener un efecto muy mejorado debido al aumento de la tensión de ruptura del gas comprimido y a la reducción de las fugas a través de las placas y los soportes aislantes. En 1903, Alfred Wehrsen patentó un disco giratorio de ebonita que poseía sectores incrustados con contactos de botón en la superficie del disco. En 1907, Heinrich Wommelsdorf informó de una variación de la máquina Holtz que utilizaba este disco e inductores incrustados en placas de celuloide (DE154175; "máquina Wehrsen"). Wommelsdorf también desarrolló varios generadores electrostáticos de alto rendimiento, de los cuales los más conocidos fueron sus "máquinas condensadoras" (1920). Se trataba de máquinas de un solo disco, que utilizaban discos con sectores incrustados a los que se accedía por los bordes.

#### Van de Graaff
El generador de Van de Graaff fue inventado por el físico estadounidense Robert J. Van de Graaff en 1929 en el MIT como acelerador de partículas. El primer modelo se presentó en octubre de 1929. En la máquina de Van de Graaff, una cinta aislante transporta la carga eléctrica al interior de un terminal de alta tensión de metal hueco aislado, donde se transfiere al terminal mediante un "peine" de puntas metálicas. La ventaja de este diseño era que, al no haber campo eléctrico en el interior del terminal, la carga de la cinta podía seguir descargándose en el terminal independientemente de lo alta que fuera la tensión en el terminal. Así, el único límite a la tensión en la máquina es la ionización del aire próximo al terminal. Esto ocurre cuando el campo eléctrico en el terminal supera la rigidez dieléctrica del aire, unos 30 kV por centímetro. Como el mayor campo eléctrico se produce en los puntos y bordes afilados, el terminal se fabrica en forma de esfera hueca lisa; cuanto mayor es el diámetro, mayor es la tensión alcanzada. La primera máquina utilizaba una cinta de seda comprada en una tienda de cinco y diez centavos como cinta transportadora de la carga. En 1931 se describió en una patente una versión capaz de producir 1.000.000 de voltios.
El generador de Van de Graaff fue un exitoso acelerador de partículas que produjo las energías más altas hasta finales de los años 30, cuando el ciclotrón lo sustituyó. El voltaje de las máquinas Van de Graaff al aire libre está limitado a unos pocos millones de voltios por la descomposición del aire. Los voltajes más altos, de hasta unos 25 megavoltios, se conseguían encerrando el generador dentro de un tanque de gas aislante a presión. Este tipo de acelerador de partículas Van de Graaff se sigue utilizando en medicina e investigación. También se inventaron otras variantes para la investigación física, como el Pelletron, que utiliza una cadena con eslabones alternativamente aislantes y conductores para el transporte de cargas.
Los pequeños generadores de Van de Graaff se utilizan habitualmente en los museos de ciencias y en la enseñanza de las ciencias para demostrar los principios de la electricidad estática. Una demostración popular consiste en hacer que una persona toque el terminal de alta tensión mientras está de pie sobre un soporte aislado; la alta tensión carga el pelo de la persona, haciendo que las hebras sobresalgan de la cabeza.

### Otros
No todos los generadores electrostáticos utilizan el efecto triboeléctrico o la inducción electrostática. Las cargas eléctricas pueden generarse directamente mediante corrientes eléctricas. Algunos ejemplos son los ionizadores y las pistolas ESD.

## Aplicaciones

### EWICON
La Escuela de Ingeniería Eléctrica, Matemáticas e Informática de la Universidad Tecnológica de Delft (TU Delft) ha desarrollado un generador eólico de iones electrostático sin aspas, el EWICON. Se encuentra cerca de Mecanoo, un estudio de arquitectura. Los principales promotores fueron Johan Smit y Dhiradj Djairam. Aparte del viento, no tiene partes móviles. Se alimenta del viento que arrastra las partículas cargadas de su colector. El diseño adolece de escasa eficiencia.

### Rueda de viento holandesa
La tecnología desarrollada para EWICON se ha reutilizado en la rueda de viento holandesa.

## Ciencia marginal y otros dispositivos
Estos generadores se han utilizado, a veces de forma inadecuada y con cierta controversia, para apoyar diversas investigaciones de ciencia marginal. En 1911, George Samuel Piggott recibió la patente de una máquina doble y compacta encerrada en una caja presurizada para sus experimentos sobre radiotelegrafía y "antigravedad". Mucho más tarde (en la década de 1960), el ingeniero alemán Paul Suisse Bauman construyó una máquina conocida como "Testatika", promovida por una comunidad suiza, los Methernithans. Testatika es un generador electromagnético basado en la máquina electrostática de Pidgeon de 1898, de la que se dice que produce "energía libre" disponible directamente del entorno.